# Grace Van Dien
Grace Van Dien (Los Angeles, 15 oktober 1996) is een Amerikaans actrice. Ze speelde onder andere Brooke Osmond in de Netflix tienerdramaserie Greenhouse Academy en Kate Campbell in de  NBC dramaserie The Village. Ook speelde ze een jonge Sharon Tate in de door Mary Harron geregisseerde film Charlie Says en Chrissy Cunningham in Stranger Things.

## Vroegere leven
Van Dien werd geboren in Los Angeles op 15 oktober 1996. Ze is de dochter van acteur Casper Van Dien en Carrie Mitchum. Daarnaast is ze de kleindochter van de Klassiek Hollywood acteur Robert Mitchum en een verre achterkleindochter van John Mitchum. Van Dien heeft een oudere broer, een halfbroer en twee halfzussen. Van haar vaders kant liggen de roots in Nederland, Zweden, Frankrijk en het Verenigd Koninkrijk.

## Biografie

### Acteercarrière
In 2005 verscheen Van Dien samen met haar familie in de realitserie I Married a Princess, dat werd uitgezonden op het televisienetwerk Lifetime in de Verenigde Staten. Tijdens haar kindertijd speelde Van Dien verschillende rollen in films van haar vader. Voordat ze voor een carrière als actrice ging, had Van Dien de droom om schrijfster te worden. Deze passie ontdekte ze tijdens het filmen van  Sleeping Beauty in 2014. In de periode 2015 tot 2017 verscheen Van Dien in verschillende (televisie)films en had ze gastrollen in de televisieseries Code Black en White Famous.
Van Dien's eerste grote rol was als Brooke Osmond in de Netflix tienerdramaserie Greenhouse Academy. Deze rol spede ze in de eerste twee seizoenen van deze serie in de periode 2017 tor 2019, alvorens Danika Yarosh de rol van haar overnam. In 2018 werd Van Dien gecast als Sharon Tate in de biografische film Charlie Says, dat in première ging op het 75ste Filmfestival van Venetië. In 2019 vertolkte Van Dien de hoofdrol van Katie Campbell in de NBC televisieserie The Village. De serie werd na een seizoen gecanceld.
In mei 2022 had Van Dien een gastrol in het vierde seizoen van de Netflix televisieserie Stranger Things, waarin ze de rol van Chrissy Cunningham, een populaire maar getraumatiseerde cheerleader aan het Hawkins High School, speelde.
In september 2023 tekende Van Dien een contract bij WME.

### Twitchcarrière
In 2021 begon Van Dien met het live streamen op Twitch, waarop ze binnen drie maanden na het starten van haar account 200.000 volgers had. Volgens Van Dien, die chatsessies en Valorant streamt, helpt het haar met het verkrijgen van meer rollen. Ze tekende een contract bij United Talent Agency in augustus 2022. Ook voegde ze zich in mei 2023 bij de gameorganisatie FaZe Clan als contentcreator. Na een maand verliet ze stilletjes de organisatie alweer na een geschil met medeoprichter Nordan Shat, ook bekend als "FaZe Rain". Sinds 2023 wordt Van Dien volledig gesponsord door WME.

## Filmografie

### Films
| Jaar | Titel                | Rol                  | Opmerkingen             |
| ---- | -------------------- | -------------------- | ----------------------- |
| 2014 | Sleeping Beauty      | Princess Dawn        |                         |
| 2015 | San Andreas Quake    | Ali                  |                         |
| 2015 | Fire Twister         | Vriendin             |                         |
| 2016 | Leap                 | Tara Holloway        |                         |
| 2016 | Storage Locker 181   | Grace                |                         |
| 2016 | Bad Twin             | Olivia/Quinn         |                         |
| 2016 | Patient Seven        | Patiënt vijf (Jessa) |                         |
| 2017 | Awaken the Shadowman | Samantha             |                         |
| 2018 | Charlie Says         | Sharon Tate          |                         |
| 2020 | Riding Faith         | Grace                |                         |
| 2020 | Lady Driver          | Ellie Lansing        |                         |
| 2020 | The Binge            | Lena                 |                         |
| 2022 | V for Vengeance      | Scarlett             |                         |
| 2022 | What Comes Around    | Anna                 | Originele titel: Roost  |
| 2024 | Somnium              | Dakota               | Originele titel: Alaska |
| 2024 | The Fix              | Ella McPhee          |                         |

### Televisieserie
| Jaar      | Titel                                  | Rol                | Extra                                               |
| --------- | -------------------------------------- | ------------------ | --------------------------------------------------- |
| 2005      | I Married a Princess                   | Zichzelf           | Realityserie                                        |
| 2010      | The Dog Who Saved Christmas Vacation   | Randy's dochter    | Televisefilm; geciteerd als Caroline Grace Van Dien |
| 2015      | Code Black                             | Vriend een         | Aflevering: "Pre-Existing Conditions"               |
| 2016      | Max                                    | Ruby               | Onverkochte televisiepilot                          |
| 2016      | The Bad Twin                           | Olivia / Quinn     | Televisiefilm                                       |
| 2017      | Escaping Dad                           | Amy                | Televisiefilm                                       |
| 2017      | White Famous                           | Ryann              | Afleveringen: "Woo", "Duality"                      |
| 2017–2019 | Greenhouse Academy                     | Brooke Osmond      | Hoofdrol (seizoen 1–2)                              |
| 2019      | The Village                            | Katie Campbell     | Hoofdrol                                            |
| 2019      | What Just Happened??! with Fred Savage | Tori               | Aflevering: "Havenbrook"                            |
| 2019      | The Rookie                             | Olivia             | Aflevering: "Tough Love"                            |
| 2021      | Immoral Compass                        | Tally              | Aflevering: "Part 4: Parenthood"                    |
| 2022      | Stranger Things                        | Chrissy Cunningham | Aflevering: "Chapter One: The Hellfire Club"        |